# TransRUN
TransRUN ist ein Schweizer Eisenbahnprojekt, das eine direkte Bahnverbindung zwischen Neuchâtel und La Chaux-de-Fonds vorsieht; «RUN» steht dabei für Régions Urbaines Neuchâteloises. Für die 16 Kilometer lange Strecke müssen 14 Kilometer neu erstellt werden, wovon 1,4 km im Val de Ruz oberirdisch verlaufen. Das Dorf Cernier wird mit einem 732 Meter langen, doppelgleisigen Bahnhof an das Bahnnetz angeschlossen.
Im Jahr 2012 wurde das Projekt noch von der Bevölkerung des Kantons Neuenburg in einer Abstimmung verworfen – die Gegner konnten 418 Stimmen mehr auf sich vereinigen. 2014 wurde die Idee wieder von der Regierung des Kantons aufgegriffen, nicht zuletzt dank einer verbesserten Finanzlage. Seither gehört TransRUN zum Ausbauschritt 2035 des STEP.

## Streckenführung
Laut den Projektverantwortlichen handelt es sich aufgrund der kilometerlangen Tunnelstrecken mit bis zu 50 Promille Steigung und der trotzdem hohen Geschwindigkeiten (bis 130 km/h) um eine Pionierleistung in Europa. Das Projekt senkt die Reisezeit zwischen La Chaux-de-Fonds und Neuchâtel von 29 auf 14 Minuten.
Die Neubaustrecke beginnt mit einem Tunnelportal in der Nähe des Neuenburger Stadtteils Maladière-Mail. Beim Schwimmbad von Engollon tritt die Bahn wieder ans Tageslicht. Am Siedlungsrand von Cernier, westlich der dortigen Berufsschule, beginnt der zweite Tunnel. In La Chaux-de-Fonds, im Stadtteil Olives-Crosettes, endet der zweite Tunnel, und die Linie wird auf der alten Strecke fortgesetzt. Die alte Strecke wird zwischen Chambrelien und La Chaux-de-Fonds aufgehoben.